# Cadillac Anderson
Gregory Wayne "Cadillac" Anderson (Houston, Texas, 22 de junio de 1964) es un exbaloncestista estadounidense que disputó diez temporadas en la NBA, además de jugar en la liga italiana y en la liga argentina. Con 2,08 metros de estatura, jugaba en la posición de ala-pívot.

## Trayectoria deportiva

### Universidad
Jugó durante cuatro temporadas con los Cougars de la Universidad de Houston, en las que promedió 13,5 puntos, 8,5 rebotes y 1,8 tapones por partido.

### Profesional
Fue elegido en la vigésimo tercera posición del Draft de la NBA de 1987 por San Antonio Spurs, donde no tardó en hacerse un hueco en el quinteto titular, acabando la temporada con 11,7 puntos y 6,3 rebotes por partido, lo que le valió para ser incluido en el Mejor quinteto de rookies. Tras una segunda temporada como profesional en la cual sus estadísticas mejoraron hasta los 13,7 puntos y 8,2 rebotes por noche, fue traspasado al inicio de la temporada 1989-90 a Milwaukee Bucks, junto con Alvin Robertson y una futura segunda ronda del draft a cambio de Terry Cummings.
En los Bucks su aportación bajó notablemente, siendo traspasado de nuevo una vez empezada la siguiente temporada a New Jersey Nets a cambio de Lester Conner, jugando un único partido antes de hacer las maletas de nuevo, siendo traspasado a Denver Nuggets en una operación a tres bandas junto con Portland Trail Blazers en la que se vieron involucrados, además de Anderson, Terry Mills, Dražen Petrović y Walter Davis. En su primera temporada completa en los Nuggets promedió 11,5 puntos y 11,5 rebotes por noche, haciendo una pareja letal debajod e los tableros con Dikembe Mutombo, acabando ambos entre los diez mejores reboteadores de la liga. Consiguió además ese año su mejor marca reboteadora de su carrera, al capturar 22 rebotes ante Los Angeles Clippers.
A pesar de ello, los Nuggets no le renovaron el contrato, optando por aceptar una oferta del Phonola Caserta de la liga italiana, donde en su única temporada allí promedió 16,0 puntos y 13,6 rebotes por partido. Regresó a la NBA al año siguiente, firmando como agente libre por Detroit Pistons. Allí no cumplió con las expectativas, siendo despedido al finaluizar la temporada, fichando entonces por Atlanta Hawks, donde se tuvo que conformar con un puesto en el banquillo. Al año siguiente firmaría de nuevo con los Spurs, donde pasaría dos temporadas, regresando a Atlanta en 1997, donde jugaría sus últimos partidos en la NBA. Su carrera llegó a su fin en Estados Unidos luego de que recibiese una condena a cinco meses de prisión por tenencia y distribución de cocaína. En el total de su trayectoria en la NBA promedió 7,3 puntos y 6,2 rebotes por partido.
Al cumplir su condena, se unió a Belgrano San Nicolás de la Liga Nacional de Básquet de Argentina, retirándose al finalizar la temporada. Entre 2000 y 2001 formó parte de los Harlem Globetrotters junto a Oliver Miller, Donnie Boyce, Chris Morris y otros exjugadores de la NBA con los que recorrió varias ciudades estadounidenses desafiando a equipos locales en lugar de enfrentar a los Washington Generals o equipos similares.

## Estadísticas de su carrera en la NBA

### Temporada regular
| Año     | Equipo      | PJ  | PT  | MPP  | %TC   | %3P  | %TL  | RPP  | APP | ROB | TPP | PPP  |
| ------- | ----------- | --- | --- | ---- | ----- | ---- | ---- | ---- | --- | --- | --- | ---- |
| 1987-88 | San Antonio | 82  | 45  | 24.2 | .501  | .200 | .604 | 6.3  | 1.0 | 0.7 | 1.5 | 11.7 |
| 1988-89 | San Antonio | 82  | 56  | 29.3 | .503  | .000 | .514 | 8.2  | 0.7 | 1.2 | 1.3 | 13.7 |
| 1989-90 | Milwaukee   | 60  | 28  | 21.5 | .507  | –    | .535 | 6.2  | 0.4 | 0.5 | 0.9 | 8.8  |
| 1990-91 | Milwaukee   | 26  | 0   | 9.5  | .370  | .000 | .571 | 2.9  | 0.1 | 0.3 | 0.3 | 2.7  |
| 1990-91 | New Jersey  | 1   | 0   | 18.0 | 1.000 | –    | –    | 6.0  | 1.0 | 2.0 | 0.0 | 8.0  |
| 1990-91 | Denver      | 41  | 2   | 16.1 | .440  | –    | .506 | 5.8  | 0.3 | 0.6 | 0.9 | 5.2  |
| 1991-92 | Denver      | 82  | 82  | 34.1 | .456  | .000 | .623 | 11.5 | 1.0 | 1.1 | 0.8 | 11.5 |
| 1993-94 | Detroit     | 77  | 47  | 21.1 | .543  | .333 | .571 | 7.4  | 0.7 | 0.7 | 0.9 | 6.4  |
| 1994-95 | Atlanta     | 51  | 0   | 12.2 | .548  | –    | .479 | 3.7  | 0.3 | 0.5 | 0.6 | 2.9  |
| 1995-96 | San Antonio | 46  | 7   | 7.5  | .511  | .000 | .240 | 2.2  | 0.2 | 0.2 | 0.5 | 1.2  |
| 1996-97 | San Antonio | 82  | 48  | 20.2 | .496  | .000 | .667 | 5.5  | 0.4 | 0.8 | 0.8 | 3.9  |
| 1997-98 | Atlanta     | 50  | 0   | 8.0  | .444  | .000 | .390 | 2.4  | 0.3 | 0.4 | 0.2 | 1.8  |
| Total   | Total       | 680 | 315 | 20.6 | .492  | .087 | .557 | 6.2  | 0.6 | 0.7 | 0.9 | 7.3  |

### Playoffs
| Año   | Equipo      | PJ | PT | MPP  | %TC  | %3P | %TL  | RPP | APP | ROB | TPP | PPP  |
| ----- | ----------- | -- | -- | ---- | ---- | --- | ---- | --- | --- | --- | --- | ---- |
| 1988  | San Antonio | 3  | 3  | 31.7 | .472 | –   | .444 | 7.0 | 1.0 | 0.7 | 1.3 | 12.7 |
| 1990  | Milwaukee   | 4  | 0  | 25.3 | .684 | –   | .500 | 6.0 | 0.0 | 0.3 | 1.0 | 8.3  |
| 1995  | Atlanta     | 3  | 0  | 13.0 | .200 | –   | .750 | 4.3 | 0.7 | 0.7 | 0.7 | 1.7  |
| 1996  | San Antonio | 6  | 0  | 5.7  | .000 | –   | .500 | 1.5 | 0.0 | 0.3 | 0.2 | 0.2  |
| 1998  | Atlanta     | 1  | 0  | 4.0  | –    | –   | .000 | 2.0 | 0.0 | 0.0 | 1.0 | 0.0  |
| Total | Total       | 17 | 3  | 16.1 | .477 | –   | .484 | 4.1 | 0.3 | 0.4 | 0.7 | 4.5  |